# Luisa de Marillac

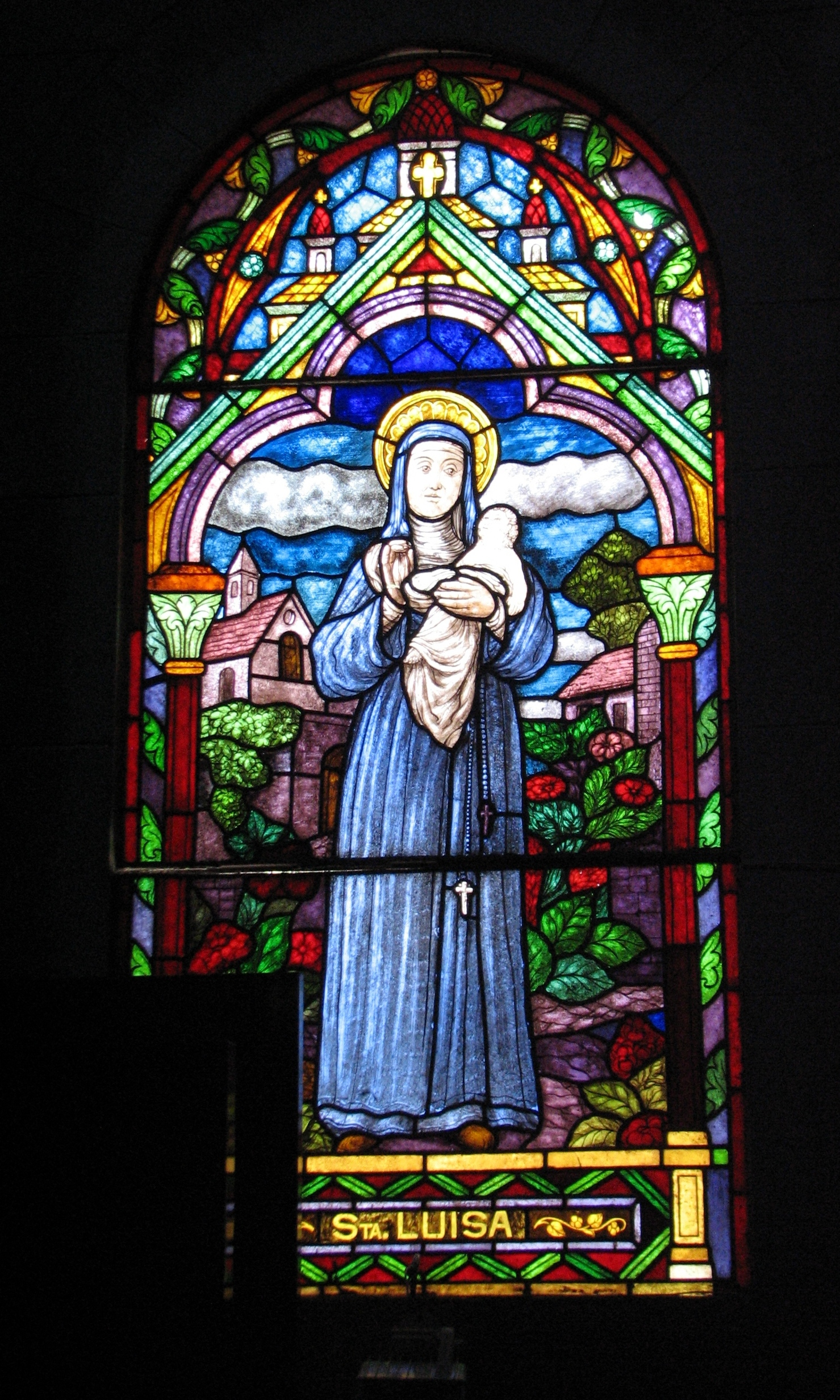
Vitral representación de Luisa de Marillac en la catedral de Lima.

Luisa de Marillac (París, 12 de agosto de 1591-ibíd., 15 de marzo de 1660) fue la cofundadora (junto a Vicente de Paúl) de las Hijas de la Caridad, congregación de marcado carácter asistencial. Marillac reformó la atención que se proporcionaba en los hospitales, orfanatos, casas de expósitos, asilos, hogares de adopción, instituciones psiquiátricas y centros de ayuda en la Francia de su época. Canonizada por la Iglesia católica en 1934, su solemnidad se celebra el 9 de mayo. 

## Orígenes
Luisa nació en París, de una familia noble de Auvernia como hija natural de Louis I de Marillac (1556-1604) caballero y señor de Ferrières-in-Brie y de Villiers-Adam. Luisa no llegó a conocer a su madre y su padre murió cuando ella tenía trece años. Era nieta de Guillaume de Marillac y sobrina de Michel de Marillac, que la tomó por ahijada. Pronto marchó al monasterio real de Poissy, cerca de París.

## Trayectoria
En 1604,  con su tía viajó a París, donde sería tutor su tío Michel de Marillac (1560-1632), futuro canciller de Francia. Luisa aprendió a llevar una casa y entró en los ambientes de reforma católica de la capital, frecuentando las capuchinas del Faubourg Saint-Honoré. Pensó ingresar en alguna congregación e hizo voto de servir a Dios y al prójimo. Pero al no tener una buena salud, no la aceptaron las religiosas capuchinas

## Matrimonio
En 1623 escribió: «En la fiesta del Pentecostés, durante la Santa Misa cuando yo estaba haciendo oración en la iglesia, mi mente fue completamente liberada de toda duda. Me aconsejaron que debía permanecer con mi marido y que llegaría un tiempo en que estaría en posición de hacer votos de pobreza, castidad y obediencia y estaría en una pequeña comunidad donde otras harían lo mismo». La iglesia era San Nicolás de los Campos de París. Tuvo también una visión en que ella sería guiada por un nuevo director espiritual (Vicente de Paúl) y que esta gracia le sería concedida por su difunto confesor, Francisco de Sales.
Dos años después falleció su marido y Luisa libre para cumplir su deseo de consagrarse a la religión. Escribió sus propias «Reglas de Vida en el Mundo».

## San Vicente de Paúl
Vicente de Paúl se convirtió en su director espiritual en 1625. Durante los ocho años siguientes se comunicaron a menudo a través de cartas y reuniones personales. En 1632, Luisa hizo un retiro para buscar una guía interna con respecto al próximo paso a dar. Su intuición profunda la llevó a comprender que había llegado el tiempo de ir al mundo a ayudar a los pobres y necesitados manteniendo una vida espiritual interior. Luisa se sintió preparada para esta misión y comunicó estas aspiraciones a Vicente.

## Fundación de las Hijas de la Caridad

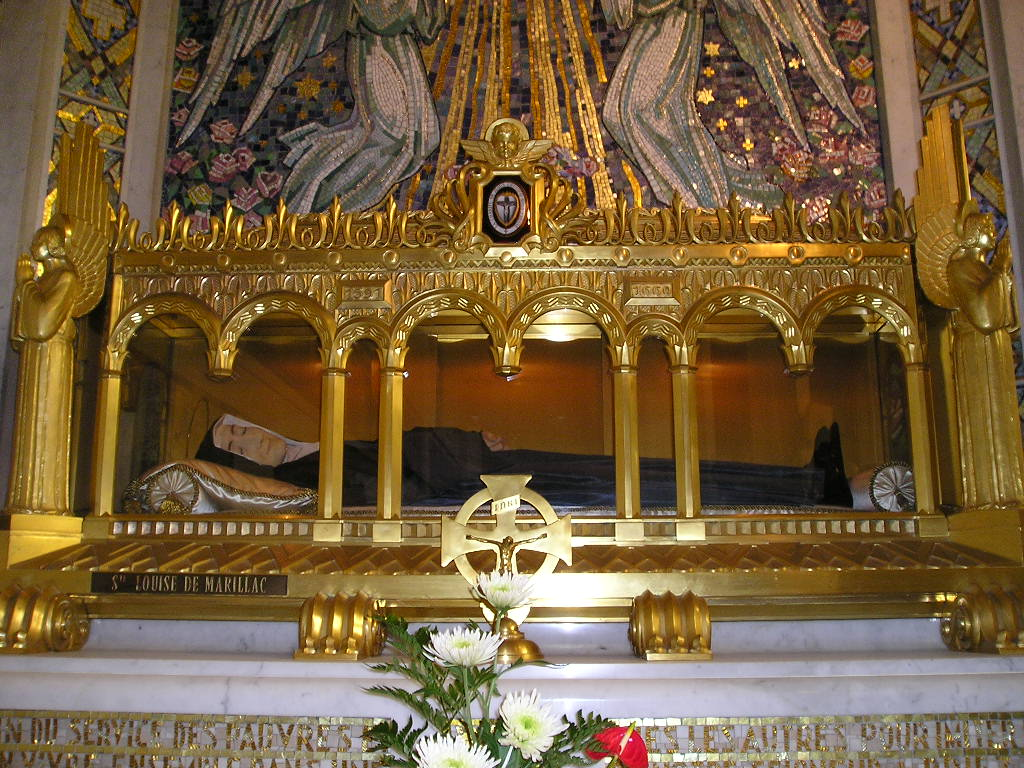
Urna con el cuerpo incorrupto de Santa Luisa de Marillac en la Rue du Bac, de París (con tratamiento de cera)

En el siglo XVII en Francia el cuidado caritativo de los pobres estaba completamente desorganizado. Muchas personas poco privilegiadas eran víctimas de la inexistencia de cuidados o de las malas condiciones en el hospital. Las «Damas de la Caridad», fundadas por Vicente de Paúl muchos años antes, proporcionaban algún cuidado y recursos monetarios, pero esto no era suficiente. Al comienzo de 1633, Luisa asumió la tarea de poner orden en ese caos. Aunque las adineradas Damas de la Caridad tenían fondos para ayudar a los pobres, no tenían el tiempo o el temperamento para vivir una vida de servicio e inserción entre los pobres. Luisa, de acuerdo con Vicente, reunió en su casa para formar a las mujeres del pueblo jóvenes humildes que tenían la energía y la actitud apropiada. Con un grupo de cuatro jóvenes que vivían en su casa, Luisa comenzó a prepararlas y a preocuparse de los necesitados y les enseñó también a desarrollar una vida profunda de espiritualidad: «Amar a los pobres y honrarlos como honrarían al propio Cristo». Esto fue la fundación de las Hijas de la Caridad de San Vicente de Paul.
El trabajo de Luisa con estas mujeres jóvenes desarrolló un sistema de atención en el Hôtel-Dieu, el hospital más antiguo y más grande de París. Su trabajo fue bien conocido y las Hermanas fueron invitadas a Angers a tomar a su cargo la organización del hospital. Este fue el primer proyecto fuera de París para la nueva comunidad. Luisa misma hizo el arduo viaje a [Angers] en compañía de tres hermanas. Después de completar las negociaciones con la ciudad y el hospital, Luisa promovió la colaboración entre los doctores, enfermeras y otros para formar un equipo completo. Bajo la guía de Luisa de Marillac las Hermanas extendieron su servicio para incluir los hospitales, orfanatos, instituciones para ancianos y enfermos mentales, prisiones, escuelas y el campo de batalla con ayuda a las víctimas de la Guerra de los Treinta Años. 
En poco tiempo, Luisa de Marillac fundó nuevas comunidades en treinta ciudades de Francia y Polonia: París, Richelieu, Angers, Sedan, Nanteuil-le-Haudouin, Liancourt, Saint-Denis, Serqueux, Nantes, Fontainebleau, Montreuil-sur-Mer, Charo, Chantilly, Montmirail, Hennebont, Brienne, Étampes, Bernay, Sainte-Marie du Mont, Cahors, Saint-Fargeau, Ussel, Calais, Metz y Narbona. Luisa continuó su trabajo con las Hijas de la Caridad hasta casi los setenta años.
Luisa de Marillac murió el 15 de marzo de 1660, seis meses antes que Vicente de Paúl. Fue canonizada en 1934 por Pío XI y es la santa patrona de los trabajadores sociales y cuidadores, proclamada por el papa Juan XXIII en 1960. Sus reliquias reposan en el Altar Mayor en la Capilla de la Casa-Madre de las Hijas de la Caridad, 140 rue du Bac, París.